# Marathon van Praag 2011

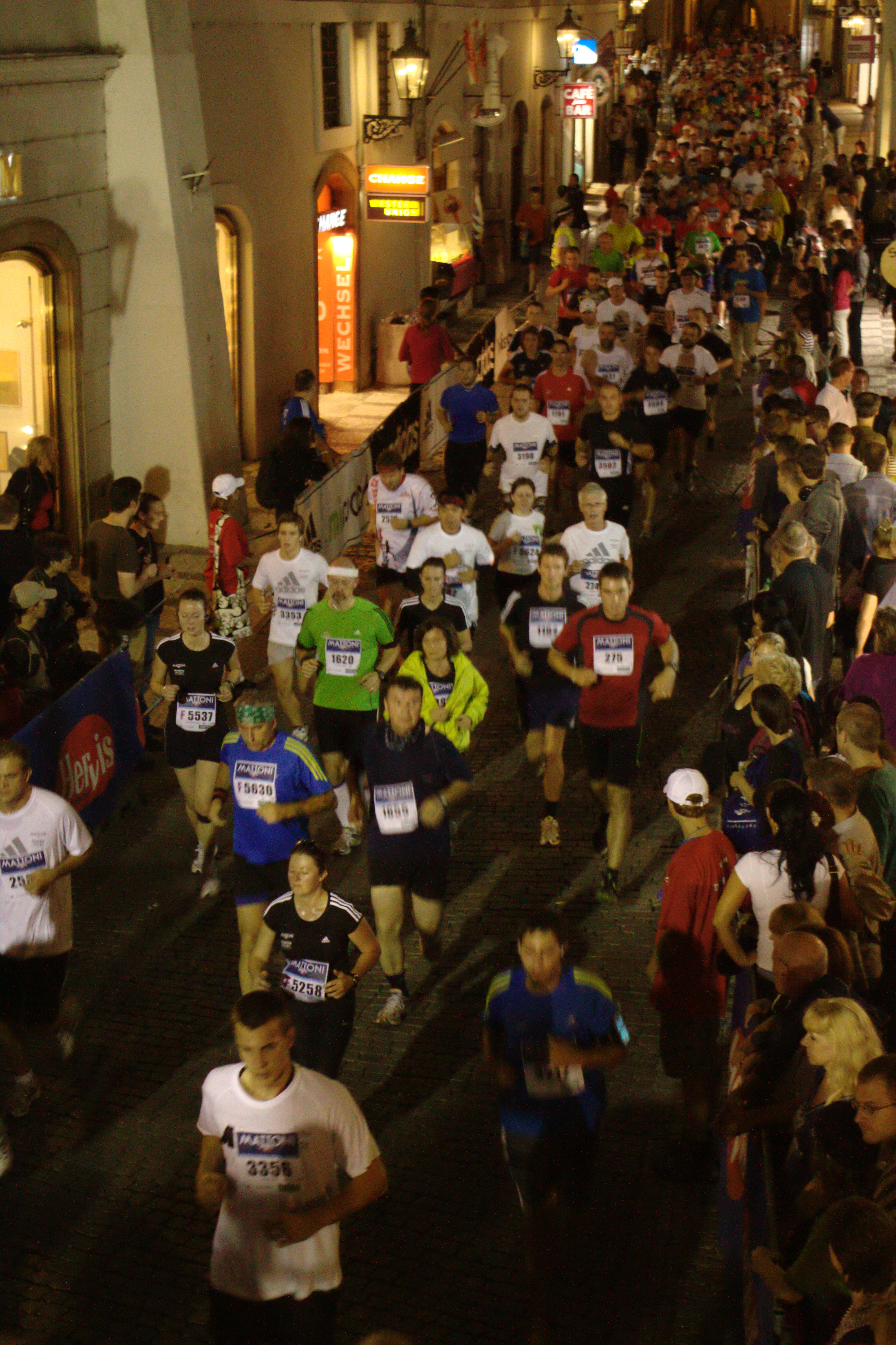
Deelnemers tijdens de editie van 2011.

De marathon van Praag 2011 werd gelopen op zondag 8 mei 2011. Het was de zeventiende editie van deze marathon. Het evenement was gesponsord door Volkswagen.
De Keniaan Benson Barus passeerde bij de mannen de finish als eerste in 2:07.07. Zijn landgenote Lydia Cheromei zegevierde bij de vrouwen in 2:22.34.
Deze editie was eveneens het toneel van de Tsjechische kampioenschappen. Deze titels werden gewonnen door respectievelijk Petr Pechek (zestiende in 2:18.28) en Radka Churanova (twaalfde in 2:53.12).
In totaal finishten 5277 lopers waarvan 846 vrouwen.

## Uitslagen

### Mannen
| rang   | naam                 | land | tijd    |
| ------ | -------------------- | ---- | ------- |
| Goud   | Benson Barus         | KEN  | 2:07.07 |
| Zilver | Kenneth Mburu        | KEN  | 2:07.36 |
| Brons  | Samuel Kiplimo       | KEN  | 2:07.47 |
| 4      | Rachid Kishri        | MAR  | 2:09.42 |
| 5      | Robert Mwangi        | KEN  | 2:10.04 |
| 6      | Samuel Woldeamanuel  | ETH  | 2:10.49 |
| 7      | Emanuel Plilan       | KEN  | 2:12.38 |
| 8      | Yemane Tsegay        | ETH  | 2:13.41 |
| 9      | Samson Ramadhani     | TAN  | 2:14.13 |
| 10     | Edwin Kimaiyo        | KEN  | 2:14.33 |
| 11     | Samson Kiptoo        | KEN  | 2:15.21 |
| 12     | Weldu Nagash         | ETH  | 2:16.08 |
| 13     | Sergio Silva         | POR  | 2:16.21 |
| 14     | Tamas Kovacs         | HUN  | 2:17.43 |
| 15     | Aleksandr Matviychuk | UKR  | 2:17.53 |
| 16     | Petr Pechek          | CZE  | 2:18.28 |
| 17     | Solomon Hayelom      | ETH  | 2:19.56 |
| 18     | Robert Krupicka      | CZE  | 2:20.02 |
| 19     | Birhanu Bekele       | ETH  | 2:21.21 |
| 20     | Taras Salo           | UKR  | 2:21.31 |
| 21     | John Kipkorir        | KEN  | 2:21.49 |
| 25     | Mulugeta Serbessa    | CZE  | 2:25.30 |

### Vrouwen
| rang   | naam                      | land | tijd    |
| ------ | ------------------------- | ---- | ------- |
| Goud   | Lydia Cheromei            | KEN  | 2:22.34 |
| Zilver | Yeshimebet Tadesse        | ETH  | 2:28.33 |
| Brons  | Belainesh Zemedken        | ETH  | 2:32.15 |
| 4      | Filomena Costa            | POR  | 2:33.34 |
| 5      | René Kalmer               | RSA  | 2:34.47 |
| 6      | Serena Burla              | USA  | 2:35.08 |
| 7      | Mindaye Gishu             | ETH  | 2:39.11 |
| 8      | Luvsanikhundeg Otgonbayar | MGL  | 2:39.50 |
| 9      | Tatyana Vernygor          | UKR  | 2:41.23 |
| 10     | Beata Rakonczai           | HUN  | 2:45.41 |
| 11     | Valentina Poltavskaya     | UKR  | 2:46.43 |
| 12     | Radka Churanova           | CZE  | 2:53.12 |
| 13     | Jaqueline Rustidge        | NED  | 2:56.31 |
| 15     | Anna Peshkova             | UKR  | 2:58.34 |

1995 ·
1996 ·
1997 ·
1998 ·
1999 ·
2000 ·
2001 ·
2002 ·
2003 ·
2004 ·
2005 ·
2006 ·
2007 ·
2008 ·
2009 ·
2010 ·
2011 ·
2012 ·
2013 ·
2014 ·
2015 ·
2016 ·
2017